# Janusz Biernacki
Janusz Biernacki (ur. 14 stycznia 1923 w Jaronowicach, zm. 30 października 1979) – polski zootechnik, poseł na Sejm PRL V i VI kadencji.

## Życiorys
Uzyskał wykształcenie wyższe w Wyższej Szkole Rolniczej we Wrocławiu. Podczas II wojny światowej był żołnierzem w oddziałach Armii Krajowej. Po wojnie był pracownikiem Pomorskiej Izby Rolniczej. Od 1948 pełnił funkcję inspektora rolnego w Związku Samopomocy Chłopskiej. W styczniu 1949 przeniesiono go do Urzędu Wojewódzkiego we Wrocławiu na stanowisko zastępcy kierownika Wydziału Rolnictwa w prezydium Wojewódzkiej Rady Narodowej. W 1960 został prezesem Wojewódzkiego Związku Kółek Rolniczych we Wrocławiu, wiceprezesem Zarządu Centralnego Związku Kółek Rolniczych. Zasiadał również w Naczelnym Komitecie Zjednoczonego Stronnictwa Ludowego, w Radzie Głównej Naczelnej Organizacji Technicznej oraz w Radzie Naczelnej Instytutu Ekonomiki Rolnictwa. Pełnił funkcję wiceprzewodniczącego Oddziału Wojewódzkiego Stowarzyszenia Inżynierów i Techników Rolnictwa. W 1969 i 1972 uzyskiwał mandat posła na Sejm PRL w okręgach kolejno Wałbrzych i Jelenia Góra. Przez dwie kadencje pełnił funkcję zastępcy przewodniczącego Komisji Budownictwa i Gospodarki Komunalnej, ponadto w trakcie V kadencji zasiadał w Komisji Rolnictwa i Przemysłu Spożywczego, a w trakcie VI w Komisji Nadzwyczajnej dla przygotowania projektu ustawy o zmianie Konstytucji Polskiej Rzeczypospolitej Ludowej. Został pochowany na cmentarzu w Lipkowie.

## Odznaczenia
- Order Sztandaru Pracy II Klasy
- Krzyż Oficerski Orderu Odrodzenia Polski
- Krzyż Kawalerski Orderu Odrodzenia Polski
- Srebrny Krzyż Zasługi
- Medal 10-lecia Polski Ludowej